# 小行星23306
小行星23306（23306 Adamfields）是一颗绕太阳运转的小行星，为主小行星带小行星。该小行星于2001年1月发现。

## 轨道参数
小行星23306的轨道半长轴为350 546 729 km，2.3432268 UA，离心率为0.1214695。